# Phare de Nice
Le phare de Nice se trouve à l'entrée du port Lympia, à Nice.
Malgré l'ancienneté de la ville de Nice, ce n'est qu'au XVIIIe siècle qu'un projet de creusement d'un port est décidé. C'est entre la colline du Château et le mont Boron, sur le grand étang Lympia relié à la mer qu'il sera construit. C'est en 1860, quand Nice deviendra française que le projet démarrera. Durant tout ce temps, le projet connaîtra de multiples formes, de nombreux plans différents d'architectes mis en concurrence.
La signalisation maritime par un phare, à l'entrée de ce port, n'est pas oubliée. En 1756, il est fait mention sur un plan de « l'élévation de la tour du fanal de Lympia ». En 1761 sur un autre plan, une tour apparaît sur l'extrémité du môle extérieur. En 1764, un mémoire anonyme envisageait l'installation d'un phare sur la colline de l'ancien château.

## Historique
Dès 1860, on constate que l'entrée du port est trop étroite et que des pilotes sont nécessaires pour faire entrer les bateaux. En 1862, un phare provisoire est installé sur l'ancien quai de la douane. Un feu fixe blanc varié par des éclats longs rouges toutes les 30 secondes est installé sur une tourelle cylindrique en maçonnerie de 15 m de hauteur. En 1865, Nice est doté officiellement d'un établissement de signalisation maritime.

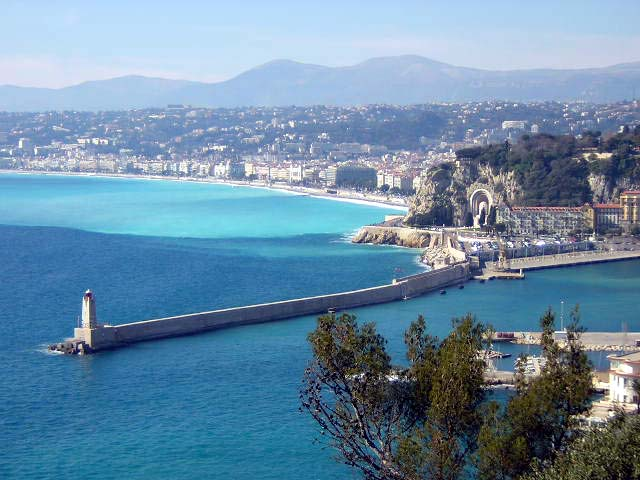
Vue de la digue et du phare

Dans les années 1880, l'agrandissement du port va faire avancer le phare vers le large par une première prolongation de la jetée extérieure de 100 mètres. Une nouvelle tour cylindrique de 14,45 m de hauteur installée sur le musoir du môle prolongé reçoit ce même feu. En 1909 un feu fixe rouge sur un candélabre en fonte est installé à l'extrémité du môle prolongé. En 1916 il est remplacé par un feu à 1 éclat rouge toutes les 5 secondes.
En 1928, le phare est démoli et un autre feu est installé sur nouvelle tour cylindrique en maçonnerie à l'extrémité du prolongement de 235 m du môle. En 1945, à cause de la destruction du phare par un bombardement allemand, il est remplacé par un échafaud en bois d'une hauteur de 7 mètres.

## Phare actuel
En 1952, une tour carrée pyramidale blanche avec lanterne rouge et dôme blanc est reconstruite à l'extrémité de la jetée en mer du port de Nice. Il est automatisé.
Un grand projet de réaménagement du port de Nice est en cours prévoyant la destruction de la digue actuelle et son doublement par une digue extérieure deux fois plus grande qui pourra accueillir les bateaux de grande croisière.